# Once Upon a Long Ago
Once Upon A Long Ago – singel brytyjskiego artysty Paul McCartneya promujący jego album kompilacyjny All the Best! z 1987 roku. Za produkcję odpowiadali Phil Ramone oraz George Martin. W utworze gościnnie wystąpił angielski skrzypek Nigel Kennedy.

## Lista utworów
Singel 7"
1. "Once Upon A Long Ago" - 4:12
2. "Back On My Feet" - 4:20

Singel 12"
1. "Once Upon A Long Ago" (Long Version" - 4:34
2. "Back On My Feet" - 4:20
3. "Midnight Special" - 3:56
4. "Don't Get Around Much Anymore" - 2:51

Singel 12" (druga wersja)
1. "Once Upon a Long Ago" (Extended Version) - 6:06
2. "Back on My Feet" - 4:21
3. "Lawdy Miss Clawdy" - 3:15
4. "Kansas City" - 4:00

Singel CD
1. "Once Upon a Long Ago" - 4:12
2. "Back on My Feet" - 4:21
3. "Don't Get Around Much Anymore" - 2:51
4. "Kansas City" - 4:00